# Trimethoxy(methyl)silan
Trimethoxy(methyl)silan (IUPAC) ist eine chemische Verbindung aus der Gruppe der siliciumorganischen Verbindungen.

## Gewinnung und Darstellung
Trimethoxy(methyl)silan kann durch Reaktion von Methyltrichlorsilan mit Methanol gewonnen werden.

## Eigenschaften
Trimethoxy(methyl)silan ist eine leicht entzündbare, feuchtigkeitsempfindliche, farblose Flüssigkeit mit fruchtigem Geruch, die sich in Wasser zersetzt.

## Verwendung
Trimethoxy(methyl)silan kann als Kieselsäurequelle zur Synthese von Polyethylenimin-Kieselsäure (PEI-Kieselsäure) organisch-anorganischen Hybridpartikeln, zur Umwandlung hydrophiler Keramikoberflächen in hydrophobe Oberflächen durch Modifizierung der -OH-Gruppen und zur Modifizierung von Silica-Aerogelen durch Induktion von Hydrophobie und Verbesserung der mechanischen Eigenschaften ohne Beeinträchtigung der Transparenz verwendet werden. Die Verbindung wird auch als Säurefänger eingesetzt, z. B. bei der Bildung von substituierten Azulenen aus Allylsilanen und Tropyliumtetrafluoroborat.

## Sicherheitshinweise
Die Dämpfe von Trimethoxy(methyl)silan können mit Luft ein explosionsfähiges Gemisch (Flammpunkt 7,7 °C, Zündtemperatur 238 °C) bilden.

## Risikobewertung
Trimethoxy(methyl)silan wurde 2013 von der EU gemäß der Verordnung (EG) Nr. 1907/2006 (REACH) im Rahmen der Stoffbewertung in den fortlaufenden Aktionsplan der Gemeinschaft (CoRAP) aufgenommen. Hierbei werden die Auswirkungen des Stoffs auf die menschliche Gesundheit bzw. die Umwelt neu bewertet und ggf. Folgemaßnahmen eingeleitet. Ursächlich für die Aufnahme von Trimethoxy(methyl)silan waren die Besorgnisse bezüglich Verbraucherverwendung, hoher (aggregierter) Tonnage und weit verbreiteter Verwendung sowie der vermuteten Gefahren durch sensibilisierende Eigenschaften. Die Neubewertung fand ab 2013 statt und wurde von Schweden durchgeführt. Anschließend wurde ein Abschlussbericht veröffentlicht.